# Submarine (альбом)
Submarine — сольный мини-альбом британского музыканта, вокалиста инди-рок-коллективов Arctic Monkeys и The Last Shadow Puppets Алекса Тёрнера, саундтрек дебютного полнометражного фильма Ричарда Айоади «Субмарина». Записан в знак дружбы музыкантов с режиссёром, который снял для них концертный видеоальбом At the Apollo, удостоившийся премии NME Awards, и несколько клипов.
Звучание альбома существенно отличается от насыщенных, помпезных дисков Arctic Monkeys и The Last Shadow Puppets, стиль Submarine  неброский; инструменты тихие и ненавязчивые, среди них преобладает нежная акустическая гитара, изредка сопровождаемая палитрой ударных и фортепиано, лёгким эхо электронных инструментов; мечтательный, неторопливый вокал Тёрнера дополняет тоскливое, интимное настроение саундтрека (по определениям музыкальных критиков Drowned in Sound, Independent и Pitchfork  Нила Эшмана, Энди Гилла и Пола Томпсона).
Альбом ждал довольно тёплый приём: Фрейзер МакЭлпайн (BBC Music) назвал Submarine «ещё одной отлично выполненной работой»; Алекс Янг (Consequence of Sound) высоко оценил способности Тёрнера в написании текстов, сравнив его остроумные размышления о неудачной любви и её подводных камнях с лучшими композициями Моррисси; Даррен Ли (musicOMH) написал, что эта 20-минутная подборка заключает в себе, вероятно, одни из лучших вещей Алекса.

## Список композиций
Все тексты написаны Алексом Тёрнером, вся музыка написана Алексом Тёрнером и Джеймсом Фордом.
| №  | Название                           | Длительность |
| -- | ---------------------------------- | ------------ |
| 1. | «Stuck on the Puzzle (Intro)»      | 0:54         |
| 2. | «Hiding Tonight»                   | 3:07         |
| 3. | «Glass in the Park»                | 4:00         |
| 4. | «It’s Hard to Get Around the Wind» | 4:07         |
| 5. | «Stuck on the Puzzle»              | 3:31         |
| 6. | «Piledriver Waltz»                 | 3:25         |